# バハマの国旗
バハマの国旗 (英語 Flag of the Bahamas)は1973年7月10日の独立とともに制定された。
左側の黒い三角形は、アフリカに由来を持つバハマ国民30万人の団結を意味する。右側の二本の青い帯は大西洋とカリブ海を意味する。右中央の黄金の帯は、大西洋とカリブ海に囲まれた陸地、すなわちバハマの島々を意味する。

商船旗?。
市民用船首旗
軍艦旗?。ホワイト・エンサイン。
補助艦隊旗
?現在の国旗（縦横比2:3の別タイプ）

## 歴史

?イギリス領時の旗（1869年–1904年）
?イギリス領時の旗（1904年–1923年）
?イギリス領時の旗（1904年–1923年）
?イギリス領時の旗（1953年–1964年）
?イギリス領時の旗（1964年–1973年）